# Discovery (Daft Punk-album)
 For alternative betydninger, se Discovery. (Se også artikler, som begynder med Discovery)
Discovery er anden udgivelse af den franske duo Daft Punk og er fra 2001. Musikvideoerne til dette album blev udført i animestil og repræsenterede en fortsat historie. Sidenhen er en hel film udgivet under titlen Interstella 5555: The 5tory of the 5ecret 5tar 5ystem, hvor Discovery udgør soundtracket til filmen som i øvrigt er helt uden dialog.

## Indhold
1. "One More Time" – 5:20
2. "Aerodynamic" – 3:27
3. "Digital Love" – 4:58
4. "Harder, Better, Faster, Stronger" – 3:45
5. "Crescendolls" – 3:31
6. "Nightvision" – 1:44
7. "Superheroes" – 3:57
8. "High Life" – 3:22
9. "Something About Us" – 3:51
10. "Voyager" – 3:47
11. "Veridis Quo" – 5:44
12. "Short Circuit" – 3:26
13. "Face to Face" – 3:58
14. "Too Long" – 10:00

- One More Time,  Aerodynamic, Digital Love og  Harder, Better, Faster, Stronger er udgivet som singler.